# Lars Östlihn
Lars (Pehrsson) Östlihn, född 19 februari 1855 i Östra Ämterviks socken, Värmlands län, död 21 november 1924 i Bromma församling, Stockholm, var en svensk byggmästare verksam i Stockholm.

## Biografi
Östlihn var elev vid Slöjdskolan 1876–1877. Han blev medlem av Stockholms Byggnadsförening 1889 och godkändes av byggnadsnämnden 1891. Under 1880-talet samarbetade han med direktör Robert Alderin i byggmästarfirman Östlihn & Alderin. Han har bland annat uppfört byggnaderna för Immanuelskyrkan och LM Ericssons fabrik, Tulegatan och Rosenbad samt en mängd hyreshus på spekulation, bland dem Landbyska verket 10 (Birger Jarlsgatan 22) som han sålde omedelbart efter färdigställandet år 1900 till godsägaren greve Eric von Rosen.
Lars Östlihn var farfar till konstnären Barbro Östlihn. De är begravda på Norra begravningsplatsen utanför Stockholm.

## Bilder (byggnader i urval)

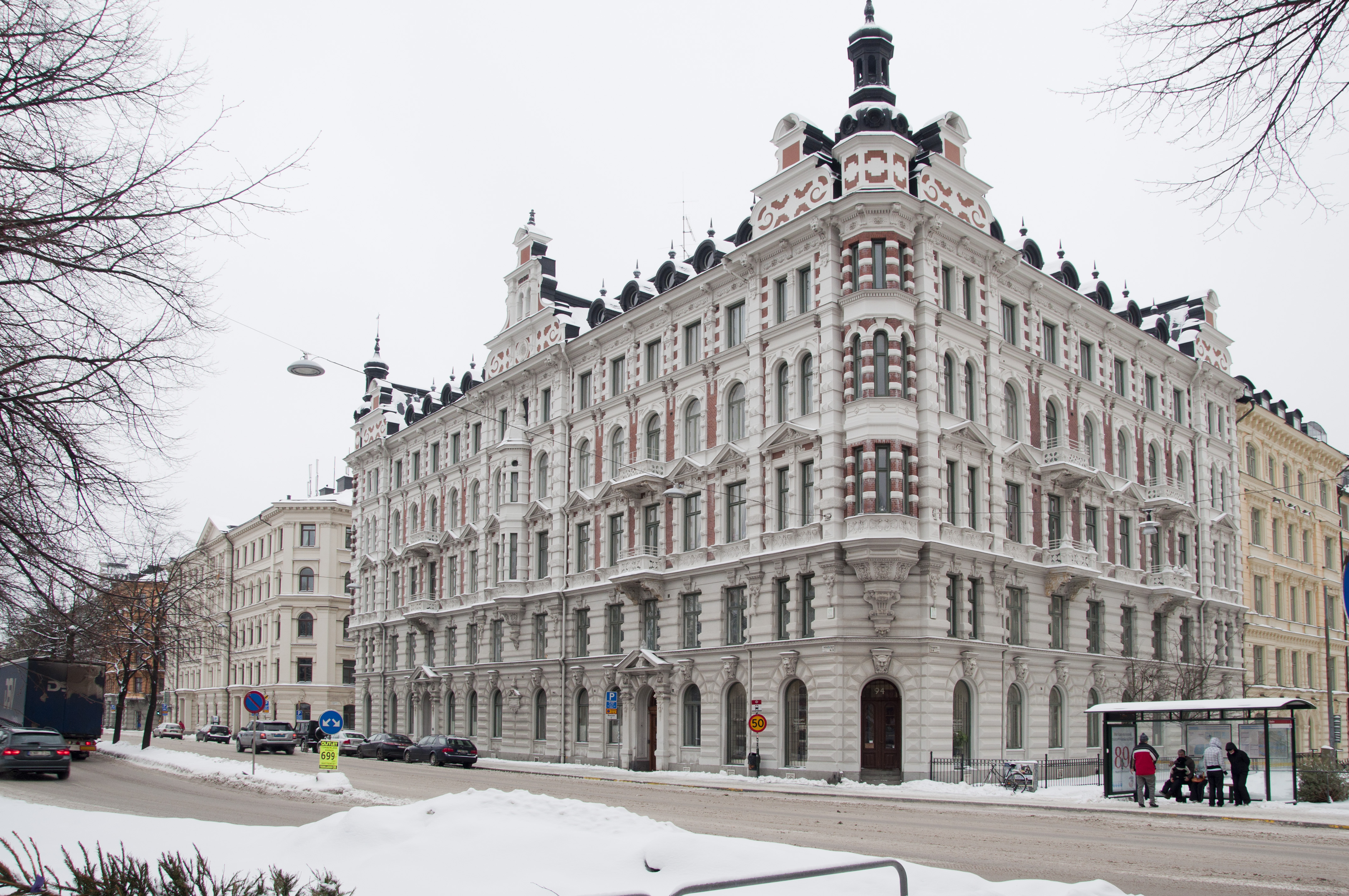
Björken 18 där Östlihn & Alderin var byggherrar och byggmästare.
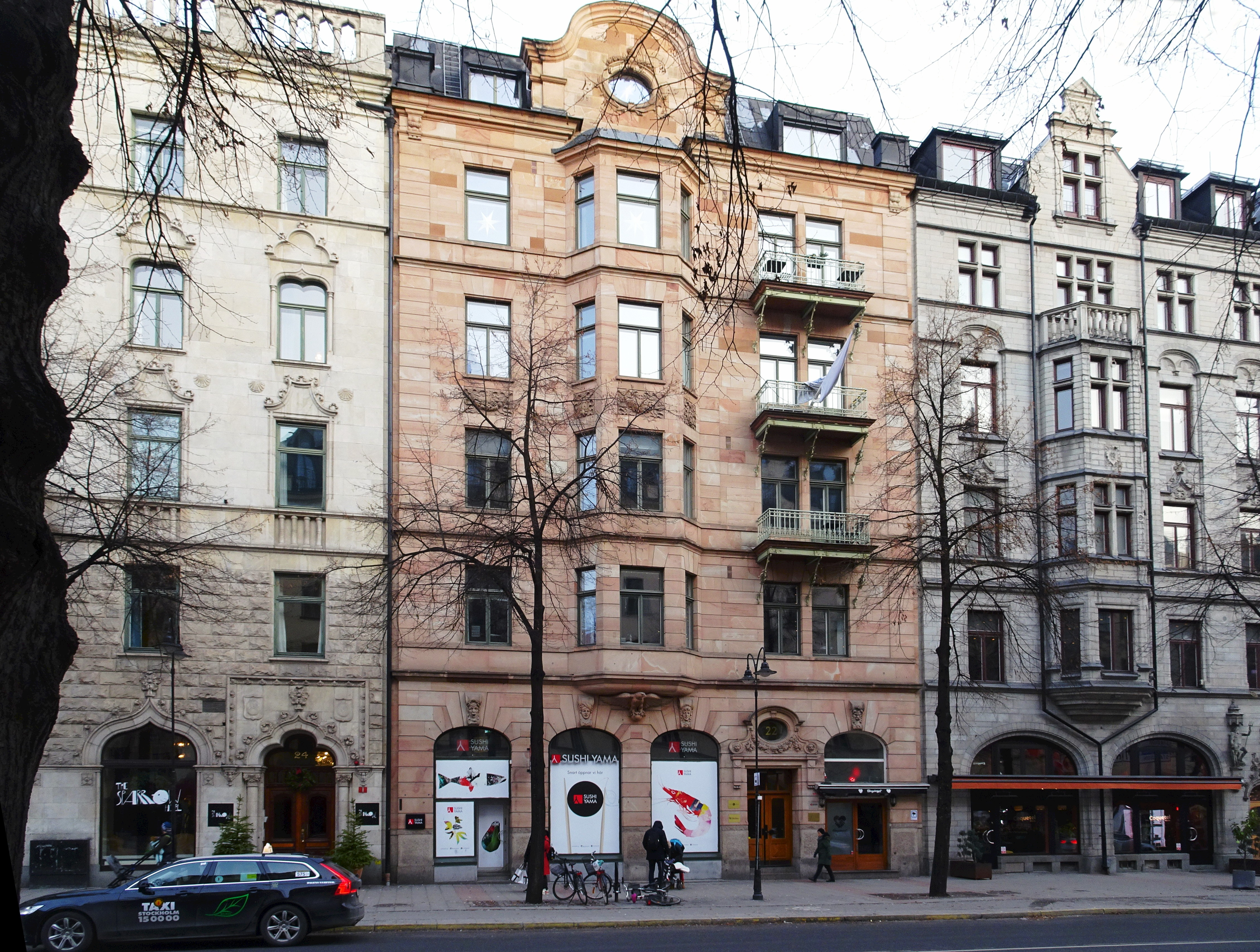
Landbyska verket 10, uppfört 1897–1900.
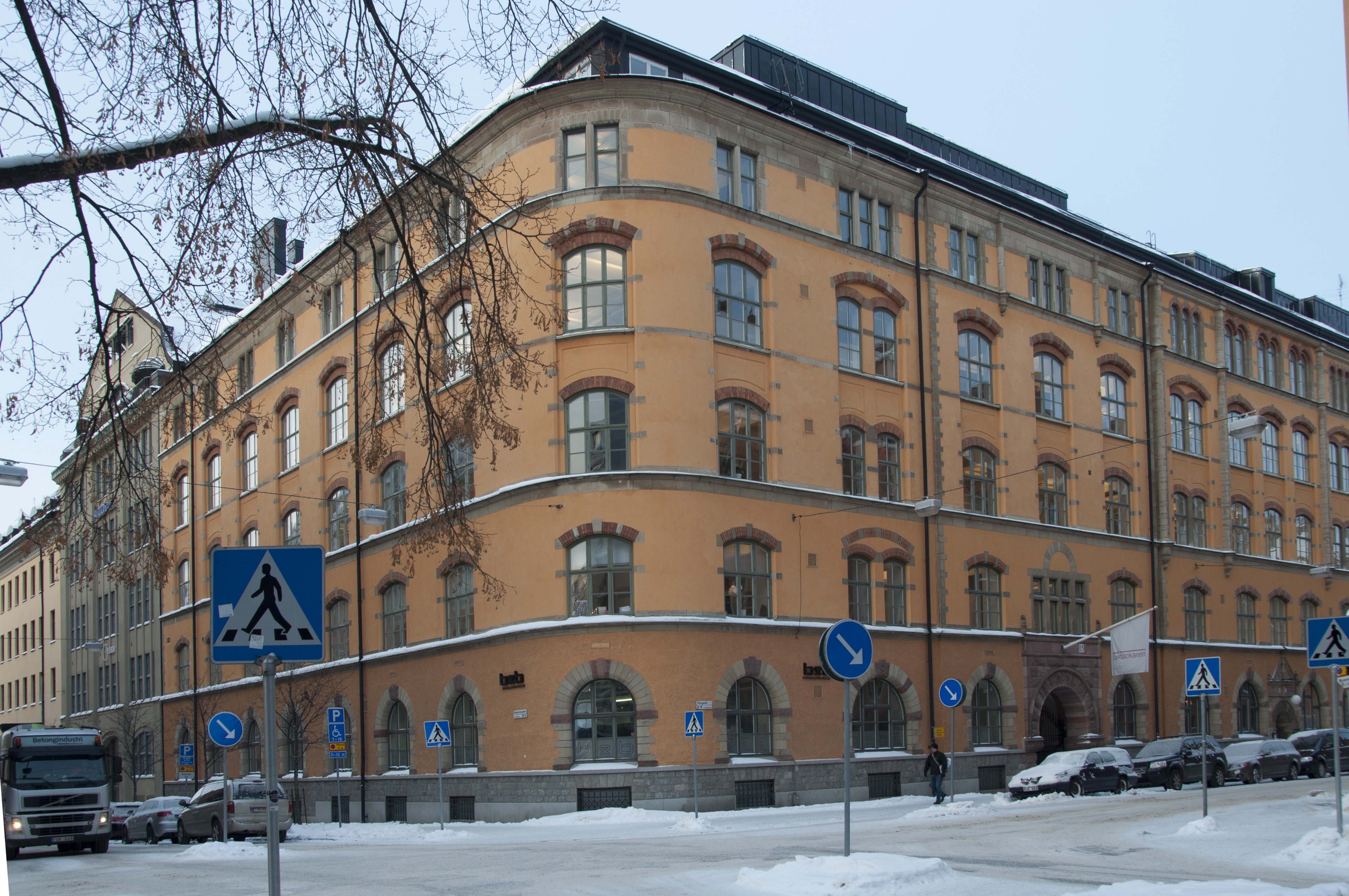
LM Ericssons f.d. huvudkontor.
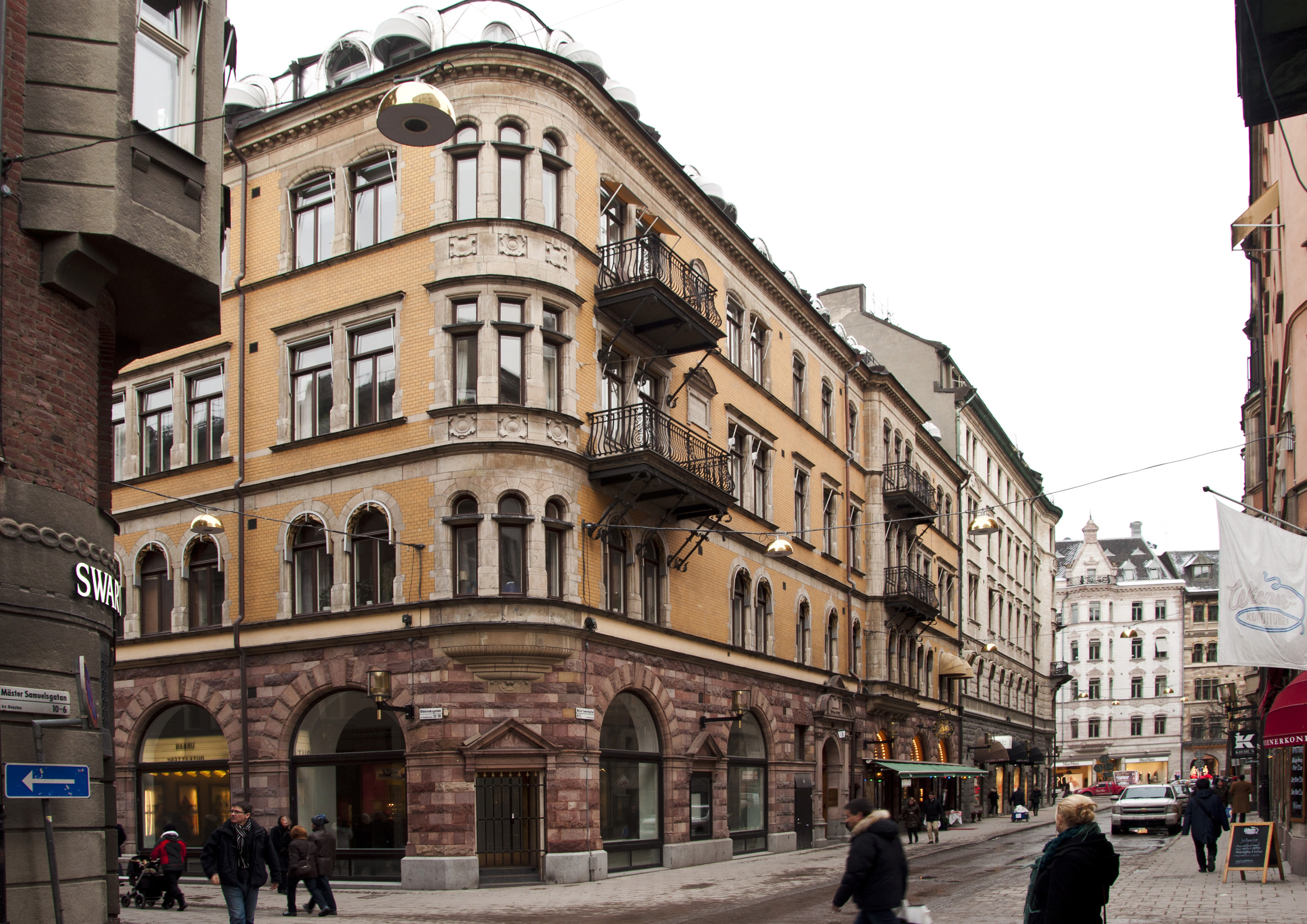
Mäster Samuelsgatan 4 / Biblioteksgatan 10, uppfört 1895–1897.